# Réjean
Réjean ist ein kanadisch-französischer männlicher Vorname, der fast ausschließlich in der kanadischen Provinz Québec vergeben wird. Die weibliche Form des Namens ist Réjeanne.

## Namensträger
- Réjean Ducharme (1941–2017), kanadischer Schriftsteller und Dramatiker
- Réjean Houle (* 1949), kanadischer Eishockeyspieler
- Réjean Lemelin (* 1954), kanadischer Eishockeytorwart und Torwarttrainer